# Live aus Berlin
Live aus Berlin ("En vivo desde Berlín") es el tercer disco (segundo en directo) del grupo musical alemán Rammstein. Fue grabado durante los conciertos que tuvieron lugar el 22 y 23 de agosto de 1998 en el Parkbühne Wuhlheide de Berlín (Alemania). El disco fue lanzado en los formatos CD, VHS y DVD.

## Edición CD
En formato CD se lanzaron dos ediciones.

### Edición normal
| N.º | Título                               | duración | traducción                      |
| --- | ------------------------------------ | -------- | ------------------------------- |
| 1   | Spiel mit mir                        | 5:22     | Juega conmigo                   |
| 2   | Bestrafe mich                        | 3:49     | Castígame                       |
| 3   | Weißes Fleisch                       | 4:45     | Carne blanca                    |
| 4   | Sehnsucht                            | 4:25     | Anhelo                          |
| 5   | Asche zu Asche                       | 3:24     | Ceniza a ceniza                 |
| 6   | Wilder Wein                          | 5:17     | Vino salvaje                    |
| 7   | Heirate mich                         | 6:26     | Cásate conmigo                  |
| 8   | Du riechst so gut                    | 5:24     | Hueles tan bien                 |
| 9   | Du hast                              | 4:27     | Tú tienes                       |
| 10  | Bück dich                            | 5:57     | Inclínate                       |
| 11  | Engel                                | 5:57     | Ángel                           |
| 12  | Rammstein                            | 5:29     | Rammstein                       |
| 13  | Laichzeit                            | 5:14     | Tiempo profano                  |
| 14  | Wollt ihr das Bett in Flammen sehen? | 5:52     | ¿Quieres ver la cama en llamas? |
| 15  | Seemann                              | 6:54     | Marinero                        |

### Edición limitada

#### CD 1
| N.º | Título            | duración | traducción       |
| --- | ----------------- | -------- | ---------------- |
| 1   | Spiel mit mir     | 5:22     | Juega conmigo    |
| 2   | Herzeleid         | 3:49     | Dolor de corazón |
| 3   | Bestrafe mich     | 3:49     | Castígame        |
| 4   | Weißes Fleisch    | 4:45     | Carne blanca     |
| 5   | Sehnsucht         | 4:25     | Anhelo           |
| 6   | Asche zu Asche    | 3:24     | Ceniza a ceniza  |
| 7   | Wilder Wein       | 5:17     | Vino salvaje     |
| 8   | Klavier           | 6:26     | Piano            |
| 9   | Heirate mich      | 6:26     | Cásate conmigo   |
| 10  | Du riechst so gut | 5:24     | Hueles tan bien  |
| 11  | Du hast           | 4:27     | Tú Tienes/Tú has |
| 12  | Bück dich         | 5:57     | Inclínate        |

#### CD 2
| N.º | Título                               | duración | traducción                      |
| --- | ------------------------------------ | -------- | ------------------------------- |
| 1   | Engel                                | 5:57     | Ángel                           |
| 2   | Rammstein                            | 5:29     | Rammstein                       |
| 3   | Tier                                 | 5:14     | Bestia                          |
| 4   | Laichzeit                            | 5:14     | Tiempo Profano                  |
| 5   | Wollt ihr das Bett in Flammen sehen? | 5:52     | ¿Queréis ver la cama en llamas? |
| 6   | Seemann                              | 9:59     | Marinero                        |

## Vídeo

### Edición DVD
La versión en DVD se incluye el modo multicamara con 6 ángulos diferentes para los temas Tier, Du Hast y Rammstein. También se incluye una trivia (Rom Mac & Windows), la cual consiste en 140 preguntas sobre Rammstein. El juego incluye dos niveles. Quién termine el primer nivel, será sorprendido con una pista escondida. Quién alcance el segundo nivel, será reconducido a una dirección secreta de internet de Rammstein para conseguir su premio.
Esta edición cuenta con un sonido PCM Sound- 5.1 Sound. El DVD contiene el videoclip de "Stripped" a modo de huevo de Pascua.

### Edición VHS
De la edición en VHS también hubo dos versiones, una censurada para menores de 18 años y otra no censurada que contenía, además, el vídeo de Bück dich.

### Reedición 2020
Esta versión fue lanzada en DVD en marzo de 2020, y es un relanzamiento del concierto de 1998 que incluye la versión en vivo de la canción Bück Dich, presente en la versión VHS.
A diferencia de las versiones anteriores, la presentación de la caja viene en forma de Digipack, mientras que el formato de video está retocado a pantalla ancha sin bordes negros. En cuanto al contenido del disco es exactamente el mismo (Sonido Stereo 5.1, la entrevista y ángulos multicámara). La trivia, la animación de los menús y el video de la canción Stripped presente como huevo de Pascua en el primer lanzamiento digital, fueron eliminadas en esta nueva versión.